# Оудби
Оудби (на английски: Oadby) е град в централната част на област Лестършър – Ийст Мидландс, Англия. Той е единия от двата града съставящи общината Оудби и Уигстън. Населението на града към 2001 година е 22 679 жители. Територията на Оудби се намира в рамките на агломерацията Лестър.
Градът е известен с хиподрума за конни надбягвания разположен на границата с Лестър, както и с ботаническата градина на университета на Лестър.

## География
Оудби е разположен в централната част на графството, в непосредствена близост югоизточно от най-големия град на областта – Лестър. Заедно с другия съставен град на общината – Уигстън Магна, той е част от урбанизираната територия формирала се около Лестър.
На около 7 километра западно от града преминава Магистрала М1, която е част от транспортния коридор север-юг (Лийдс – Шефийлд – Нотингам – Лестър – Лондон).

## Демография
Изменение на населението за период от две десетилетия 1981 – 2001 година:
| година    | 1981 | 1991   | 2001   |
| --------- | ---- | ------ | ------ |
| население | ---  | 18 538 | 22 679 |